# Подольская, Анастасия Юрьевна
Анастаси́я Ю́рьевна Подо́льская (урождённая Бессо́льцева; род. 18 августа 1990, Москва, СССР) — российская легкоатлетка, специализирующаяся в толкании ядра. Чемпионка России 2015 года в помещении. Мастер спорта России.

## Биография
Тренируется в Москве в МГФСО под руководством Михаила Иванова.
Имя Анастасии Бессольцевой было на слуху ещё начиная с её выступлений в юниорских соревнованиях. В 2009 году она выиграла первенство России среди спортсменок до 20 лет в толкании ядра с результатом 15,64 м. Эта победа дала ей право выступить на чемпионате Европы среди юниоров в сербском Нови-Саде. Среди сверстников со всего континента Анастасия не смогла показать свой лучший результат, оставшись на 7-м месте с лучшей попыткой на 14,81 м.
В 2010 году на летнем чемпионате России заняла 5-е место с личным рекордом 16,46 м. В последующие несколько лет ей редко удавалось приблизиться к этому результату. Новый рывок удался лишь в 2014 году. Анастасия вышла на уровень 17 метров, стабильно исполняя попытки в район этой отметки на протяжении всего сезона. Она установила личный рекорд 17,71 м, а также завоевала бронзу чемпионата России в Казани — 16,96 м.
Зимой 2015 года на чемпионате Москвы стала лучшей с результатом 17,97 м. Таким образом, к чемпионату России в помещении она подошла лидером российского сезона. Ей удалось оправдать этот статус: для первой в карьере победы на национальном первенстве оказалось достаточно результата 17,36 м (самый низкий в истории для чемпионок России в этом виде). Анастасия была включена в сборную страны для участия в чемпионате Европы в помещении. На первом взрослом официальном старте в карьере она смогла выйти в финал, где заняла 7-е место (16,81 м).

## Личная жизнь
С 2014 года замужем за российским метателем Артёмом Подольским.

## Основные результаты
| Год  | Турнир                         | Место проведения | Место | Результат |
| ---- | ------------------------------ | ---------------- | ----- | --------- |
| 2009 | Чемпионат Европы среди юниоров | Нови-Сад, Сербия | 7-е   | 14,81 м   |
| 2010 | Чемпионат России               | Саранск, Россия  | 5-е   | 16,46 м   |
| 2013 | Чемпионат России в помещении   | Москва, Россия   | 8-е   | 15,52 м   |
| 2013 | Командный чемпионат России     | Адлер, Россия    | 6-е   | 15,07 м   |
| 2013 | Чемпионат России               | Москва, Россия   | 8-е   | 15,64 м   |
| 2014 | Чемпионат России в помещении   | Москва, Россия   | 5-е   | 16,93 м   |
| 2014 | Кубок России                   | Ерино, Россия    | 4-е   | 17,06 м   |
| 2014 | Чемпионат России               | Казань, Россия   | 3-е   | 16,96 м   |
| 2015 | Чемпионат России в помещении   | Москва, Россия   | 1-е   | 17,36 м   |
| 2015 | Чемпионат Европы в помещении   | Прага, Чехия     | 7-е   | 16,81 м   |